# يوسف بن محمد الثقفي
يوسف بن محمد الثقفي أمير المدينة المنورة من (عام 125هـ إلى 126هـ). هو يوسف بن محمد بن يوسف بن الحكم بن أبي عقيل بن مسعود الثقفي. وهو ابن أخي الحجاج بن يوسف وخال الخليفة الوليد بن يزيد.
ولاه الخليفة الوليد بن يزيد بن عبد الملك المدينة عام 125هـ سلفاً للأمير محمد بن هشام وضم إليه مكة والطائف، فجعل يوسف المدينة مركز إقامته، وكان منذ بداية ولايته يميل إلى الشدة والقسوة والحزم، وقد قبض بأمر الخليفة الجديد على الأمير السابق محمد بن هشام وعلى أخيه إبراهيم وعذبهما وتسبب في قتلهما الأمر الذي أدخل شيئاً من الهلع والخوف على أهل المدينة إلا أن عهده امتاز بأن ازداد عطاء الناس في المدينة وتدفقت عليها أموال كثيرة، وخاصة في موسم الحج، وعاشت المدينة في هدوء لعدة شهور، وظلت كذلك إلى ظهور الثورة على الخليفة الوليد التي قام بها ابن عمه يزيد بن الوليد وانتهت بقتل الوليد واستيلاء يزيد على الخلافة وذلك في شهر جمادى الآخرة سنة 126هـ، فعمد الخليفة الجديد إلى عزل الأمير يوسف من ولايته، وولى مكانه عبد العزيز بن عمر بن عبد العزيز ولم تذكر المصادر عن حياة يوسف بعد الإمارة شيئاً، خاصة وأن الدولة الأموية انتهت بعد عدة سنوات من عزله.